# Trilogie fasciste
La Trilogie fasciste (en italien : Trilogia fascista ou encore Trilogia della guerra fascista) est un ensemble de trois films de guerre réalisés par Roberto Rossellini comme contribution à la propagande destinée à soutenir les engagements belliqueux du régime fasciste italien au cours de la Seconde Guerre mondiale.
Ces films sont :
- Le Navire blanc (titre original : La nave bianca) sorti en 1941[1]. Il s'agit du  premier long métrage réalisé par Rossellini et c'est le premier film de sa Trilogie ;
- Un pilote revient (titre original : Un pilota ritorna) sorti en 1942[2] ;
- L'Homme à la croix (titre original : L'uomo dalla croce) sorti en 1943[3].